# キットピーク国立天文台
キットピーク国立天文台（キットピークこくりつてんもんだい、Kitt Peak National Observatory, 略称: KPNO）は、アメリカ合衆国アリゾナ州南部、クウィンラン山（2096m）山頂にある天文台。
ツーソンの南西88km、トホノ・オ＝オダム・ネーション（トホノ・オ＝オダム族居留地）に含まれるソノラ砂漠の中に所在する。
この天文台はアメリカ国立光学天文台（National Optical Astronomy Observatory, 略称: NOAO）の1部門であるが、アリゾナ大学スチュワード天文台のグループに属するMDM天文台などもある。23台の望遠鏡があり世界でも有数の天文観測機器が集まっている場所である。
1958年にアメリカ国立科学財団（National Science Foundation, 略称: NSF）による国立天文施設および、天文学研究を行う大学の共同施設の場所として選定され、トホノ・オオダムの先住民との間で永久有償貸与の契約が結ばれた。1982年に、キットピークなど3箇所の光学天文台の運営を統合するためにアメリカ国立光学天文台が設立された。すなわち、キットピーク天文台と、ニューメキシコ州サクラメントピーク太陽観測施設、チリのセロ・トロロ天文台が統合された。
キットピーク国立天文台の主要な施設は4 mのマイヨール望遠鏡、3.5mのWIYN望遠鏡の他にも 2.1 m、1.3 m、0.9 m、0.4 m反射望遠鏡がある。世界最大の太陽観測望遠鏡である McMath-Pierce太陽望遠鏡もある。地球近傍天体の探索に91cmの反射望遠鏡が用いられた。
小惑星(2322) Kitt Peakはキットピーク国立天文台にちなんで、小惑星(4299) WIYNはWIYN望遠鏡にちなんで、そして小惑星(4432) McGraw-Hillはマグロウヒルが援助して建設された1.3m望遠鏡にちなんで命名された。